# Cataracta congènita
Les cataractes congènites es refereixen a una opacitat del cristal·lí present al naixement. Les cataractes congènites cobreixen un ampli espectre de gravetat: mentre que algunes cataractes no progressen i són poc significatives, altres poden produir un deteriorament visual profund. Són la tercera causa més comuna de dèficit de visió en nens, per darrere de la retinopatia de la prematuritat i l'atròfia del nervi òptic. Per regla general, la seva causa són mutacions en diversos gens que alteren la microestructura del cristal·lí per l'acumulació de grups de proteïnes d'alt pes molecular. Formen part de la microoftàlmia sindròmica de tipus Lenz, de la distròfia miotònica, de la deficiència de galactocinasa, de la homocistinúria clàssica, de la microsíndrome de Warburg, de la síndrome de rubèola congènita, de la síndrome de cataractes congènites amb dismòrfia facial i neuropatia, de la de destrucció hemorràgica cerebral amb calcificacions subependimàries i cataractes congènites, de la de trombocitopènia i aplàsia bilateral del radi, de la síndrome d'hiperferritinèmia hereditària i cataracta, de la de Cockayne, de la de Mowat-Wilson amb determinades mutacions en el gen ZEB2, de la de Marinesco-Sjögren, de la de Knobloch amb mutacions en el gen COL8A1, de la de Dandy-Walker, de la de Sengers, de la de Waardenburg, de la de Huppke-Brendel, de la de Lowe, de la de Hallermann-Streiff, de la de Gorlin-Goltz, de la de Marshall-Smith, de la de Conradi-Hünermann-Happle, de la de Nance–Horan i de la d'Aymé-Gripp. La coexistència de mal de Meleda i cataracta congènita en un mateix individu és molt infreqüent. S'han descrit algunes variants morfològiques atípiques d'aquesta anomalia ocular en individus amb síndrome de Down. L'espiroplasmosi és una rara causa infecciosa de cataracta congènita i uveïtis en humans. Altres microorganismes patògens que poden originar cataractes congènites infantils són Toxoplasma gondii, coxsackievirus, parvovirus B19, virus de la varicel·la zòster, citomegalovirus i els virus de l'herpes simple tipus 1 i 2.
Les cataractes congènites poden ser més o menys opaques, anteriors o posteriors, anteriors polars o posteriors polars, nuclears o perinuclears, parcials o completes, unilaterals o bilaterals. Tenen una prevalença estimada d'entre 1 i 6 casos/10.000 nens nascuts vius i són l'origen més comú de ceguesa en l'edat pediàtrica. Es poden classificar per morfologia, definides per causes genètiques, per presència de trastorns metabòlics específics, defectes oculars associats o per malalties sistèmiques. Són una de les causes de leucocòria, d'ambliopia i de nistagme en nens. No és rar que els pacients amb cataractes congènites pateixin un estrabisme sensorial. En dones embarassades amb antecedents familiars d'aquesta afecció ocular la pràctica d'una ecografia obstètrica pot detectar l'existència de cataractes congènites fetals, permetent així el seu tractament quirúrgic neonatal precoç.